# Mentophilonthus dilutior
Mentophilonthus dilutior – gatunek chrząszcza z rodziny kusakowatych i podrodziny Staphylininae.
Gatunek ten został opisany w 1928 roku przez Maxa Bernhauera jako Philonthus dilutior. Jako miejsce typowe wskazał on Mongende. Do rodzaju Mentophilonthus przeniósł go w 1966 roku L. Levasseur. W 2009 roku Lubomír Hromádka dokonał redeskrypcji tego gatunku.
Kusak o ciele długości 7,1 mm. Głowa czarna z brązowożółtymi panewkami czułków, głaszczkami i brzegiem nadustka. Czułki czarniawe z 1-2 początkowymi członami żółtobrązowymi. Przedplecze czarnobrązowe; w każdym z jego rowków grzbietowych po dwa punkty. Pokrywy brązoworude, szarawo oszczecinione, gęściej punktowane niż u M. struthio. Odwłok czarnobrązowy. Odnóża żółtobrązowe z przyciemnionymi goleniami i stopami.
Chrząszcz afrotropikalny, znany tylko z Demokratycznej Republiki Konga.